# 菜子湖
菜子湖是一个位于中国安徽省安庆市宜秀区、桐城市和铜陵市枞阳县的湖泊，由白兔湖、嬉子湖、菜子湖三个湖区组成面积约为136平方千米。